# Leri Cavour
Leri Cavour, già Leri, è una frazione di Trino, in provincia di Vercelli, un tempo possedimento di 900 ettari della famiglia Benso di cui fu conte Camillo Benso.

## Storia

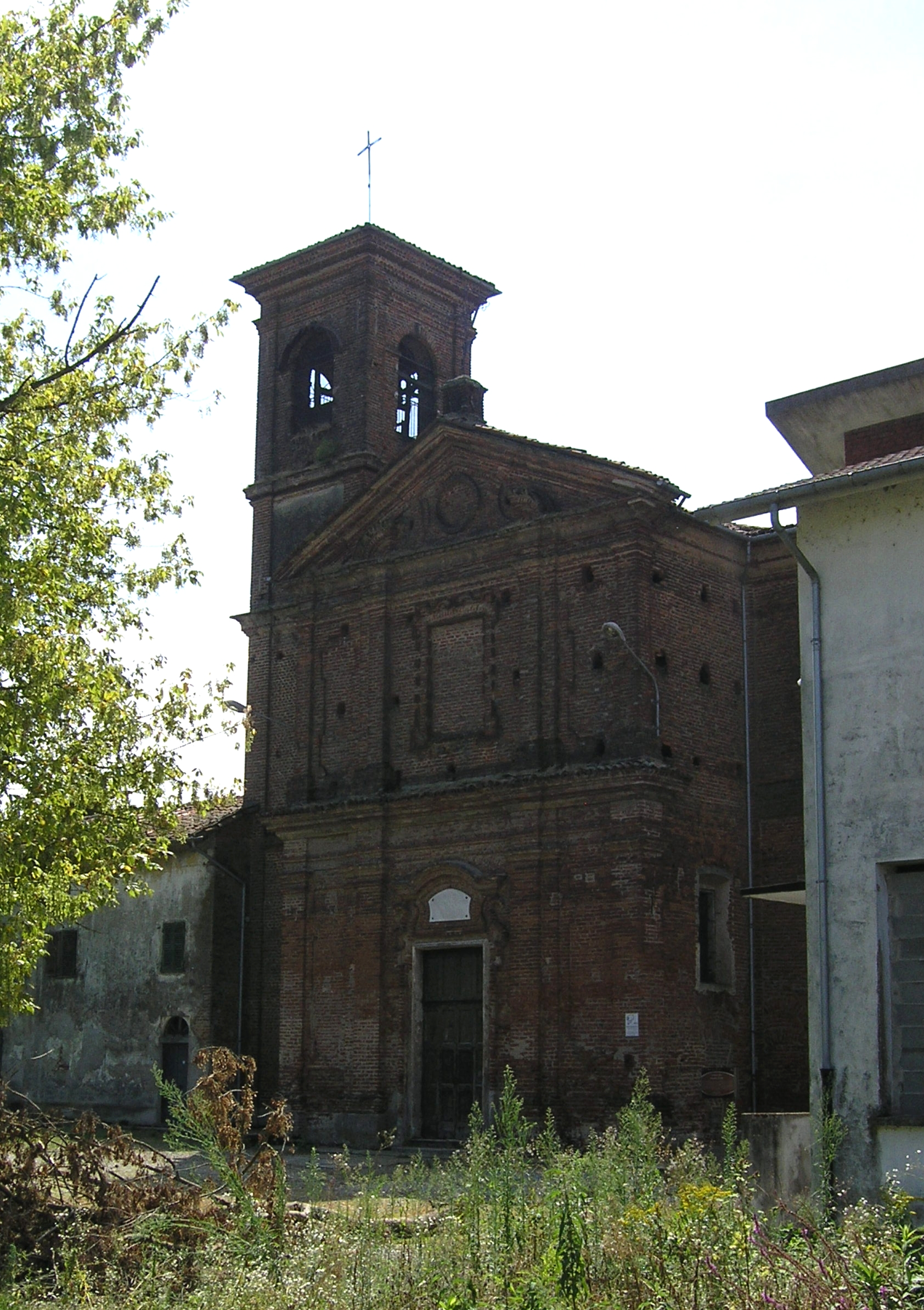
Chiesa di Leri, opera attribuibile a Francesco Gallo

Fin dall'XI secolo l'area di Leri fu sottoposta a un processo di bonifica da parte dei monaci Cistercensi, divenendo così nei secoli successivi un fertile terreno per la coltivazione del riso.
Già parte della grangia acquisita nel 1179 dal monastero di San Genuario (l'atto di acquisto fa riferimento al castrum e alla villa de loco Alerii), comprendeva anche un centro fortificato del quale oggi non resta traccia.
Di queste grange fu tra le più importanti, tant'è che nel 1457, divenne un centro di culto per i cistercensi e verso la fine del XVI secolo divenne parrocchia. Anche nei secoli successivi l'area continuò ad avere una certa rilevanza. Nel XVIII secolo, la coltura a rotazione avrebbe sostituito la monocoltura mentre all'inizio dell'Ottocento il paesaggio agricolo dell'intera regione mutò drasticamente a seguito della razionalizzazione della rete idrica.
Nel XIX secolo il possedimento passò a Napoleone Bonaparte il quale, con un decreto del 1807, lo vendette al cognato, il principe Camillo Borghese a compenso parziale della cessione della galleria omonima allo stato francese. Fu nel 1822 che Leri passò in proprietà al marchese Michele Benso di Cavour, padre di Camillo Benso, conte di Cavour. I Benso trasformarono la tenuta – comprendente oltre ai 380 ettari del complesso principale, anche i 365 di Montarucco e i 318 di Torrone – in un'azienda agricola all'avanguardia per i tempi, intervenendo architettonicamente sugli edifici più vetusti. Intorno rimanevano i trenta ettari circa della zona di San Basilio e gli ottanta del vicino bosco di Trino.
Impegnato come vicario e sovrintendente generale di politica e di polizia a Torino, Michele Benso assunse la risoluzione di trasferire al figlio cadetto, Camillo, la gestione della tenuta. Il futuro statista si fece carico nel 1835 della responsabilità dell'amministrazione della tenuta comprendente i territori di Leri e Montarucco sotto l'egida di una società all'uopo costituita -e destinata a durare nove anni- che comprendeva lo stesso marchese di Cavour, il giovane Camillo e la duchessa di Clermont-Tonnerre. Con la morte, nel 1837, del consorte della duchessa, la nobildonna uscì dalla società dietro l'assegnazione di quote d'affitto ed interessi per i successivi undici anni.
Nel novembre 1849 la tenuta, rimasta ai Benso padre e figlio, fu data nuovamente in formale affitto (per nove anni e per una somma di 103 000 lire) ad una società formata dai fratelli Gustavo e Camillo e da Giacinto Corio. Il contratto venne poi rinnovato Il 22 aprile 1857. Da quella data della società rimasero contestualmente parte i soli Camillo Benso e Giacinto Corio. La gestione del Conte fu improntata ad un sostanziale ammodernamento, sia delle tecniche agricole con la costruzione di sistemi idrici, sia a livello infrastrutturale con una radicale modifica dell'architettura, dovuta alla necessità di rispondere alle esigenze della forza lavoro soprattutto stagionale e dei servizi per gli operai forestieri (mense e dormitori).

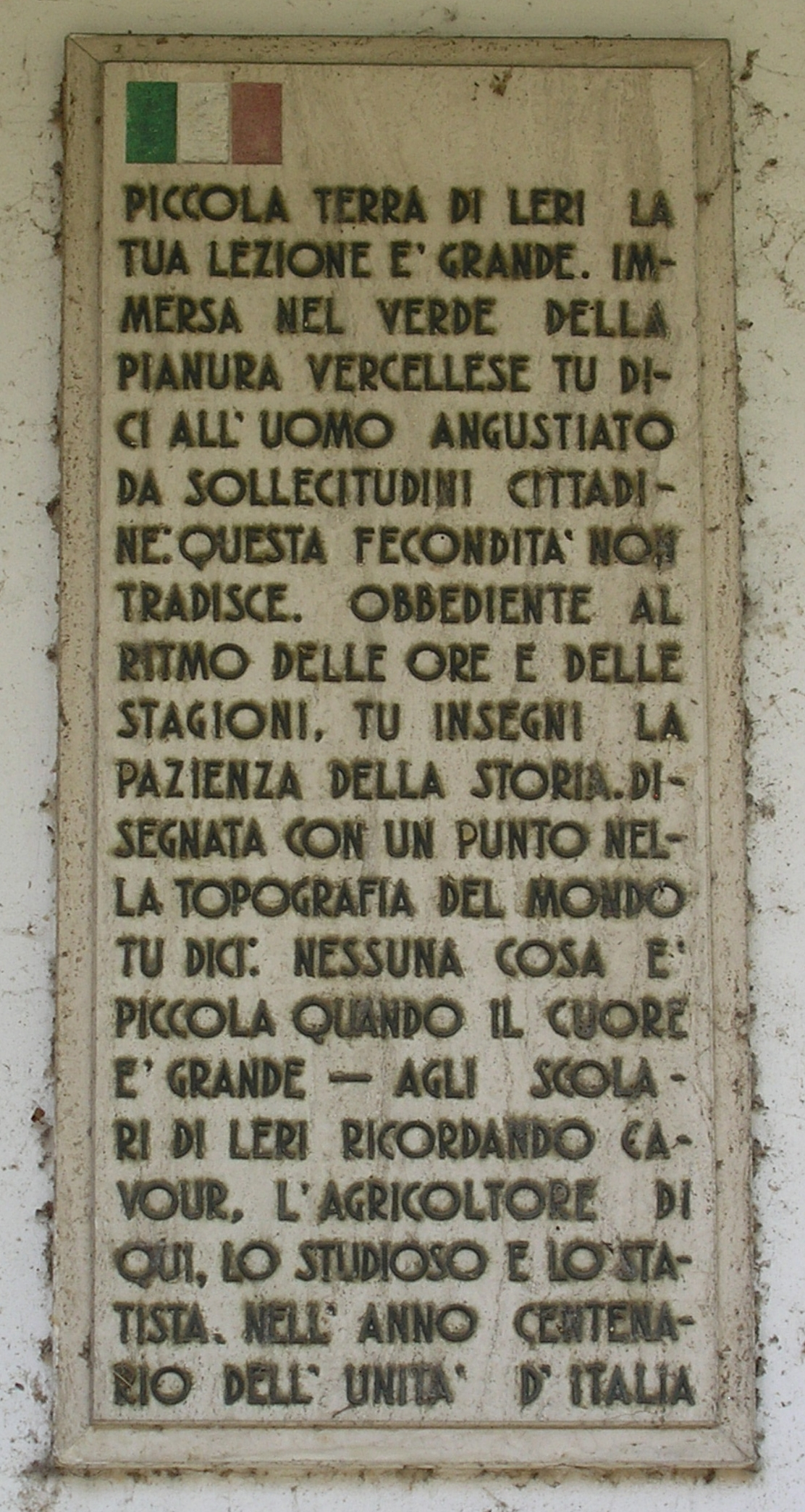
Targa posta su un edificio moderno, una scuola, nel 1961.

In questa tenuta lo statista usava ritirarsi nei momenti di riposo. Fu inoltre qui che il conte, in collaborazione con il Corio, sperimentava le tecniche di coltivazione che intendeva fare applicare in Piemonte. Nonostante i crescenti impegni, Cavour continuò a tenersi informato sull'andamento delle attività produttive, dimostrando quindi una certa affezione verso quelle terre.

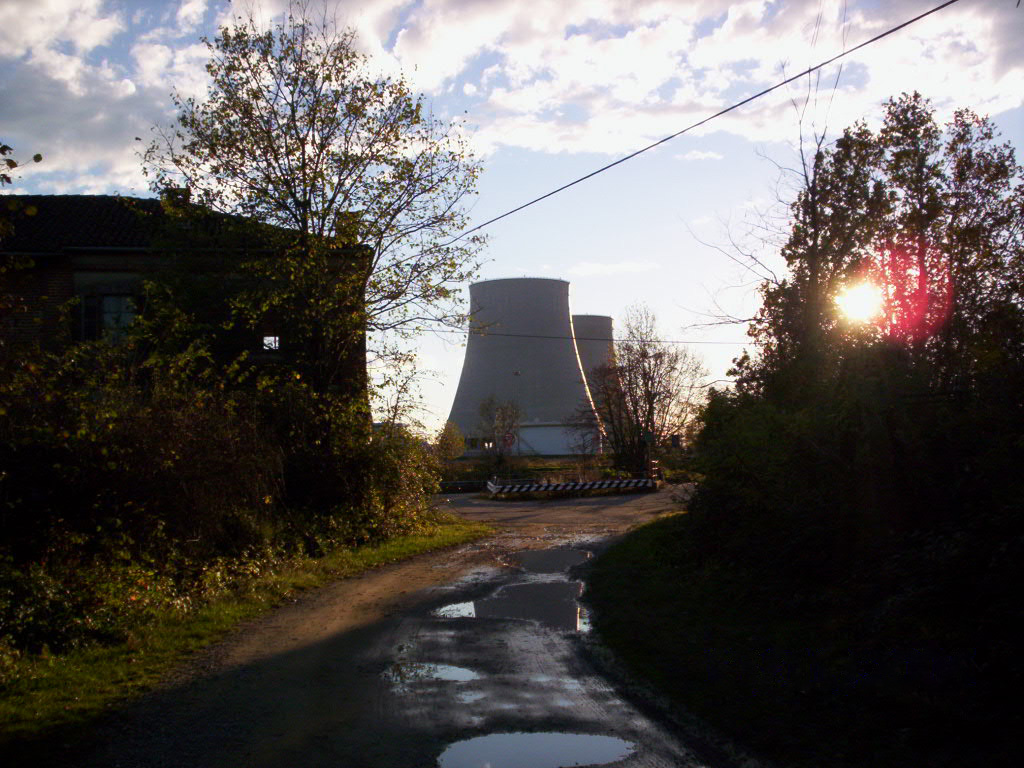
Prospettiva della centrale

Oggi nel territorio della frazione sorge la Centrale termoelettrica Galileo Ferraris, ultimata negli anni novanta e riconoscibile dalle alte torri di raffreddamento. Nel progetto iniziale doveva essere la seconda centrale nucleare di Trino (motivo per cui l'Enel acquistò l'intera area), ma a seguito del referendum del 1987 venne costruita come centrale a ciclo combinato.
Leri è stata abitata sicuramente fino agli anni sessanta, come testimonia la targa posta nel 1961 in occasione dei 100 anni dell'unità d'Italia, ma proprio in quel periodo il degrado prese piede: a causa dell'utilizzo di più moderni metodi di coltura intensiva cominciarono ad acuirsi problemi sia di riduzione della manodopera, sia il degrado delle architetture circostanti, sia riguardanti l'inquinamento ambientale. In tempi più recenti (ovvero almeno fino ai primi anni ottanta) Leri fu ancora abitata dal personale dell'Enel, che occupava alcuni uffici e abitazioni poi smantellati con il tempo a seguito della dismissione della centrale.
 Attualmente Leri è completamente disabitata.
Recentemente il borgo è stato ceduto da Dalmazia Trieste S.r.l. (società di Enel poi fusa in Enel Servizi) al comune di Trino per la cifra simbolica di mille euro, nella speranza di un futuro recupero. Ciononostante, il degrado avanza incontrastato: tutti gli edifici, compresa la chiesa, sono stati violati e depredati, tant'è che vi si trovano solo macerie. Anche il tentativo di murare gli accessi ai suddetti non è servito a molto, poicé quelle fragili protezioni sono state abbattute. La stessa tenuta cavouriana, riccamente decorata, è aperta ed abbandonata all'oblio.
Il terreno invece è stato venduto per 1,47 milioni di euro a Società Agricola Trino, che inizialmente avrebbe voluto ivi produrre riso di pregiata qualità: tuttavia, poco tempo dopo, i 166 ettari in questione sono stati venduti ad Agatos Energia, per la realizzazione di un impianto fotovoltaico.
Nel 2011 i 166 ettari tornano ad essere di proprietà di Enel tramite la joint venture Enel Green Power & Sharp Solar Energy S.r.l..

## Il progetto per il recupero di Leri e della tenuta cavouriana

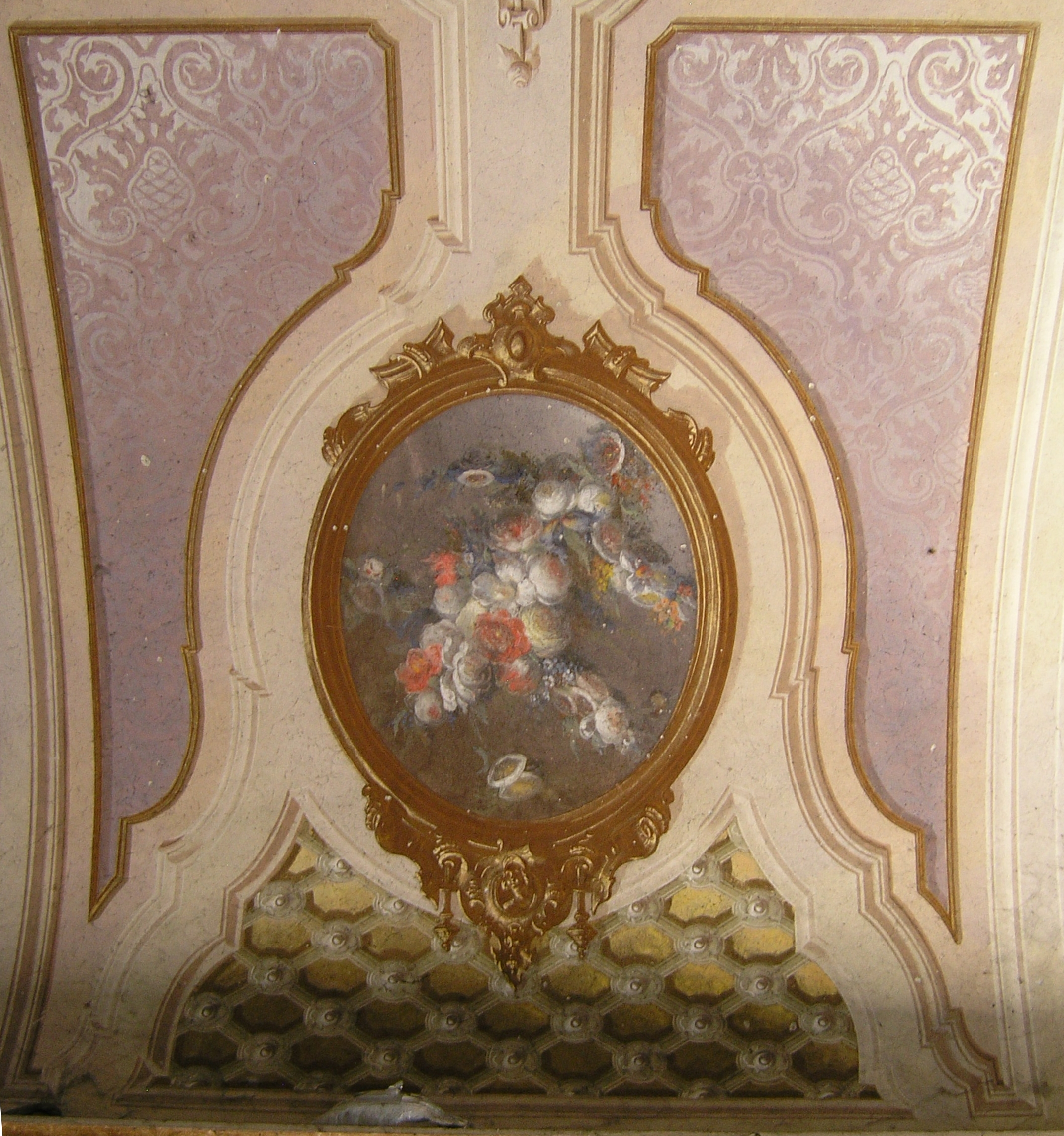
Particolare degli interni, il soffitto affrescato.

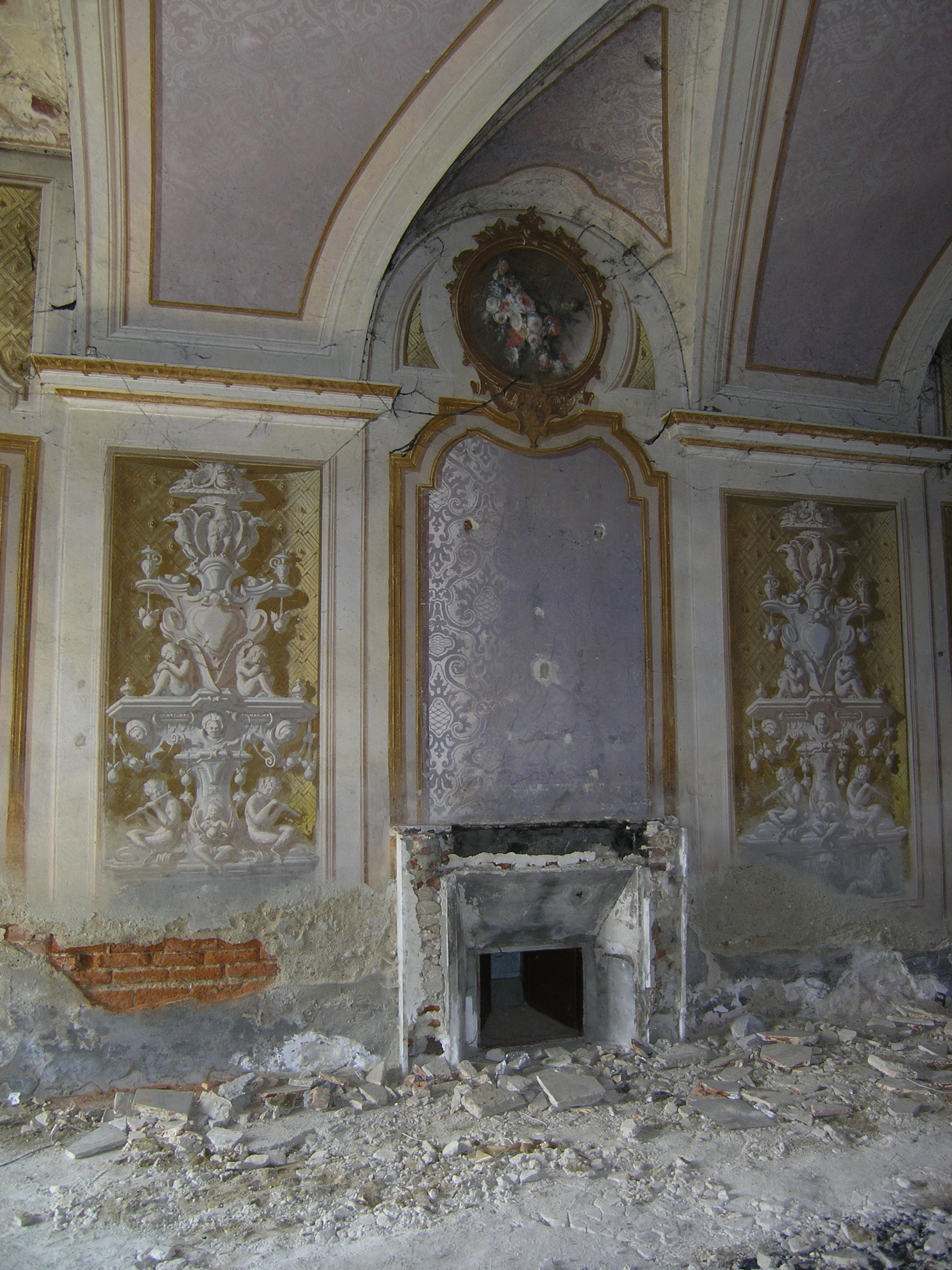
Particolare degli interni, un caminetto.

Più volte si è pensato alla costruzione a Leri di un museo nazionale dell'agricoltura, ad alto valore simbolico per l'intera cultura contadina del tempo, museo che avrebbe realmente documentato tutte queste successive fasi di trasformazione, ma il progetto non fu mai realizzato e ci fu un conseguente degrado della zona sino allo stato attuale.
Ad oggi infatti Leri risulta essere una piccola frazione in stato di abbandono e fatiscenza, anche se si è pensato ad un nuovo progetto di recupero e recentemente in occasione del centocinquantenario dell'unità d'Italia. Nella fattispecie il progetto sarebbe dovuto scaturire dalla sinergia tra il comune di Trino, la Soprintendenza di Torino per i beni archeologici, Ovest Sesia, la Provincia di Vercelli e la Prefettura di Vercelli.
L'idea era quella di rendere fruibile al pubblico questo verde angolo della provincia vercellese e di ristrutturare la tenuta Cavouriana, edificio ad elevato e sicuro interesse storico e culturale, in quanto lì Cavour costruì la sua fortuna. È rilevante inoltre che lì Cavour scrisse 83 lettere documentate. Vi sono state parecchie iniziative per sensibilizzare alla causa di Leri le istituzioni pubbliche e i rappresentanti dello Stato, ma finora ancora nulla di fatto. Vi fu anche il tentativo da parte di Enel di svendere l'area ad un imprenditore per un corrispettivo di 1 milione e 400 000 euro, fatto che fu oggetto di una interrogazione urgente in Senato.
Nel luglio 2010 alcuni media locali hanno riportato la notizia che un'importante società energetica, allora era Agatos, oggi Enel, ha presentato formale domanda alla provincia di Vercelli per ottenere il nulla osta alla costruzione a Leri di uno dei maggiori impianti fotovoltaici d'Italia, per un totale di 74 MW di potenza, ma successivamente la regione Piemonte ha sospeso le procedure per l'autorizzazione ad installare i pannelli fotovoltaici a terra, nelle zone di particolare interesse dal punto di vista estetico, paesaggistico e agricolo. La moratoria è del tutto temporanea in attesa che il governo decida quali saranno le linee guida ed era improcrastinabile in quanto in alcune zone sarebbero state deturpate irreversibilmente dal proliferare incontrollato degli impianti fotovoltaici.
Dopo molti sforzi e petizioni da parte di comuni cittadini e sindaci, grazie alle celebrazioni per il 150º anniversario dell'Unità d'Italia nel 2011 è stato avviato il cantiere patrocinato dal comune di Trino e dalla regione Piemonte per il recupero della tenuta cavouriana.
Al 2016 i provvedimenti non hanno portato ad alcun risultato tangibile. L'area rimane isolata, disabitata e in declino. Sono state installate numerose videocamere agli ingressi principali del borgo. L'accesso non è possibile senza dovute autorizzazioni.
Nel marzo 2016 il borgo ha subito l'ennesimo atto vandalico che ha pesantemente danneggiato l'interno della chiesa.
All'interno della Delibera 102/2010 del Commissario Straordinario della Provincia di Vercelli è scritto che l'area complessiva, pur avendo destinazione agricola, risulta permanentemente inadatta all'uso agricolo a seguito di interventi pregressi di riporto prevalente di materiali ghiaiosi e all'abbandono per alcuni decenni.

## Galleria d'immagini

### Leri nel 2004

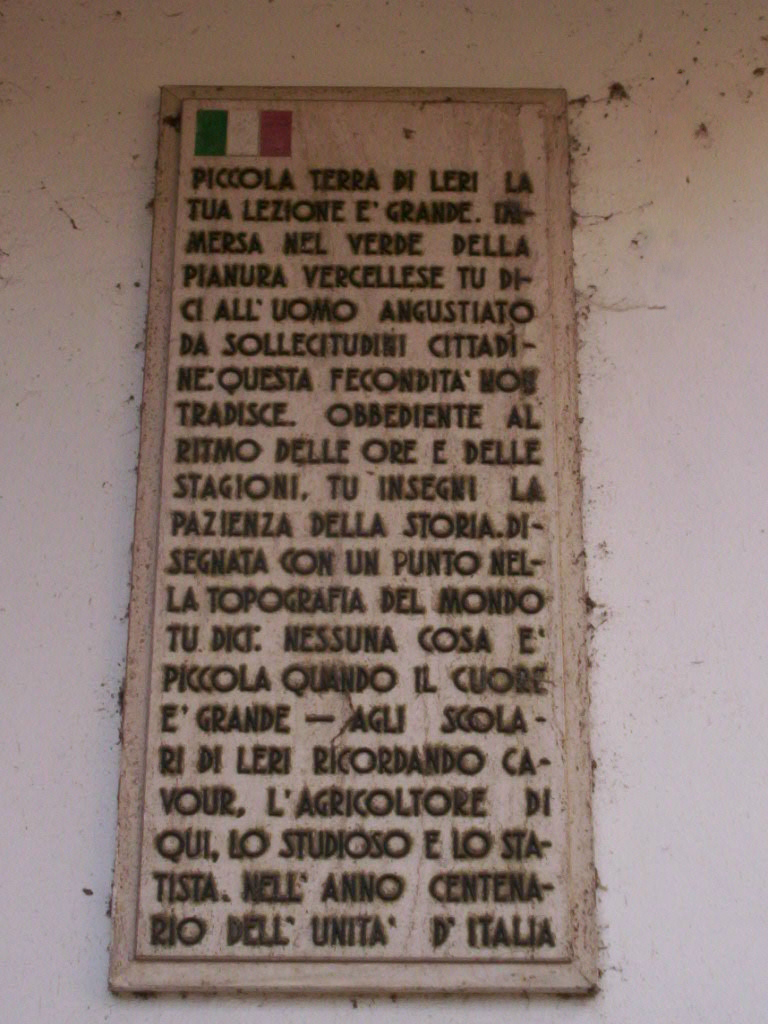
Leri, lapide commemorativa di Camillo Cavour.
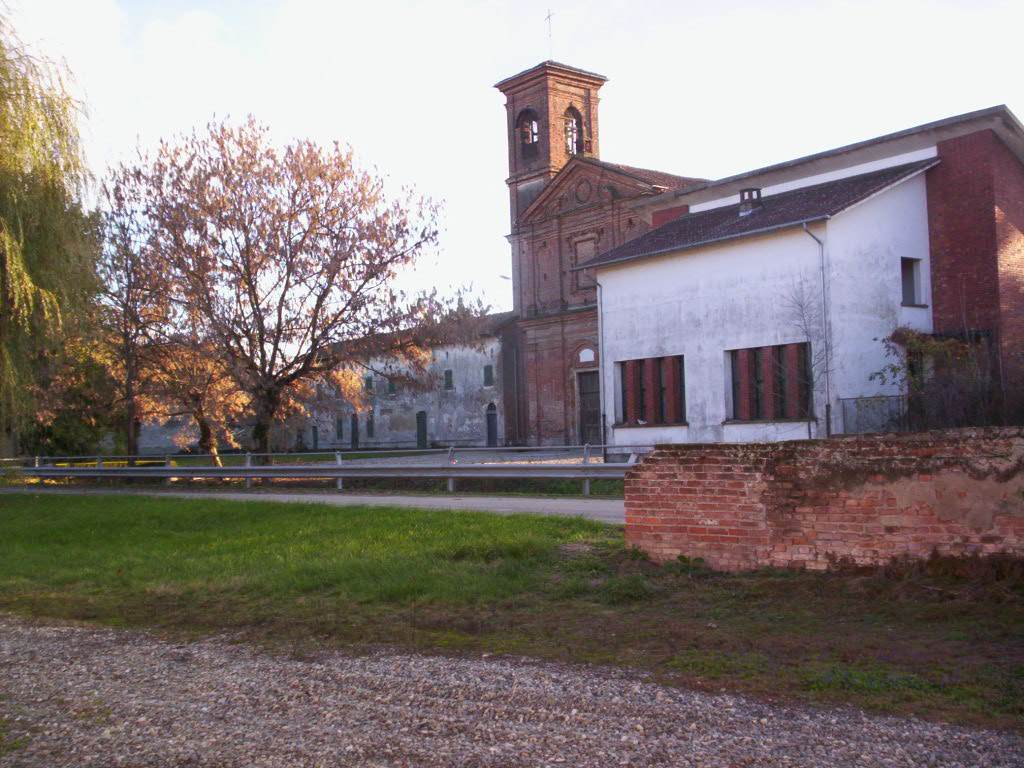
La chiesetta, a fianco l'unico edificio moderno.
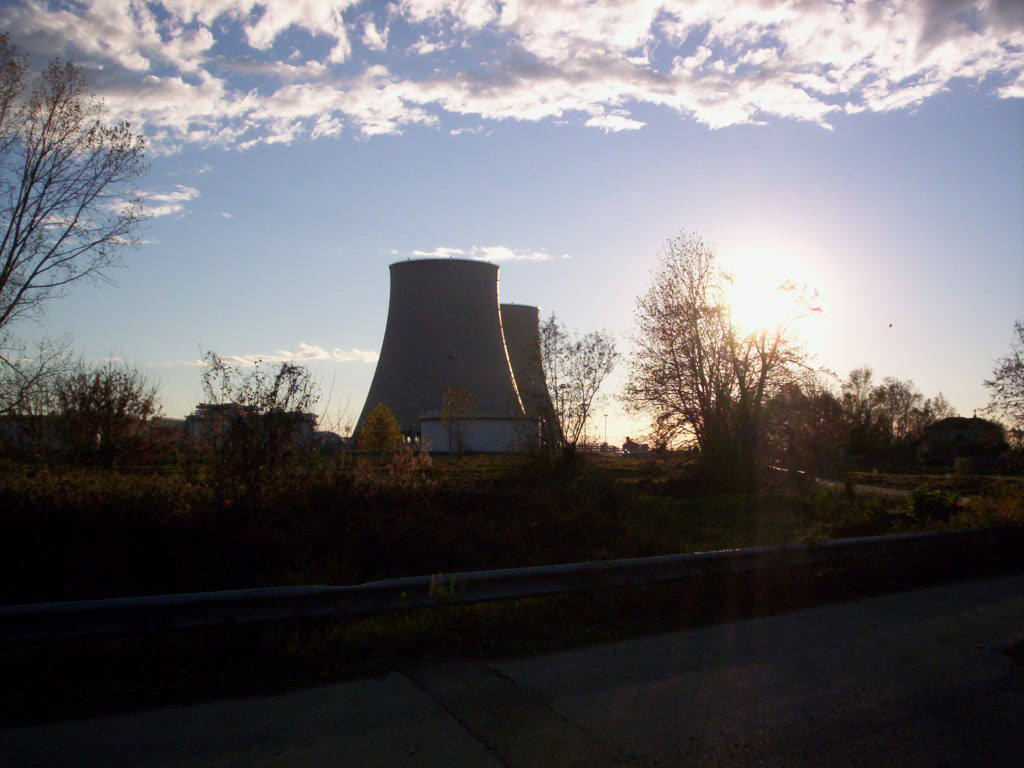
Vista delle torri di raffreddamento della centrale Galileo Ferraris.
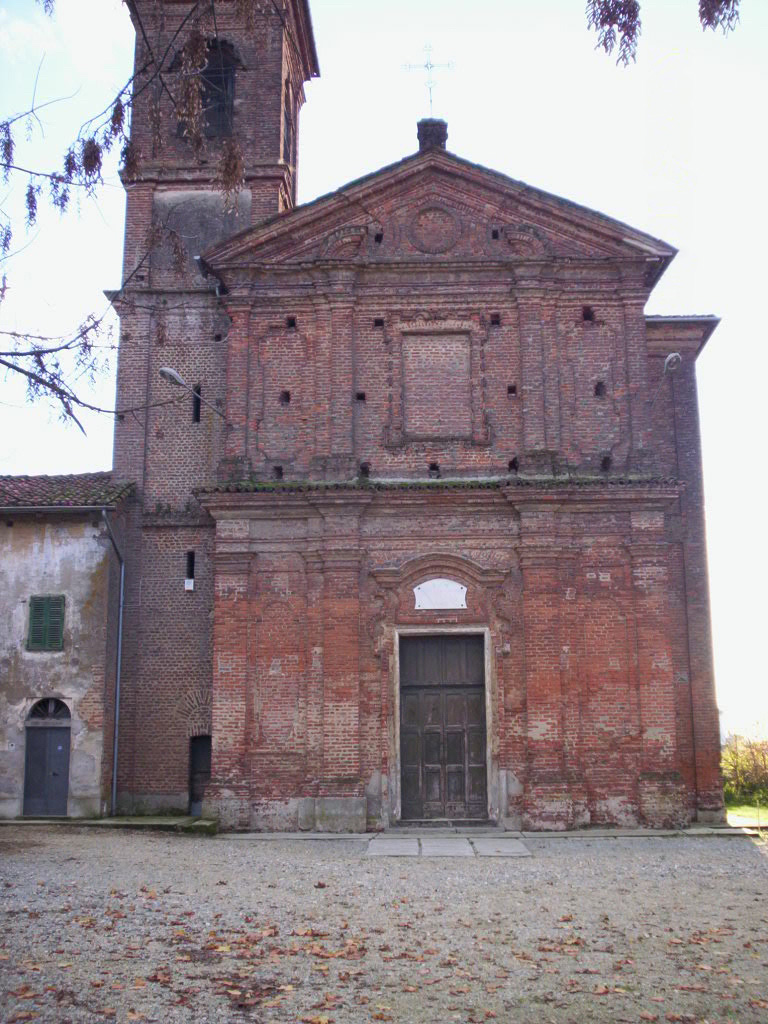
Chiesa di Leri.
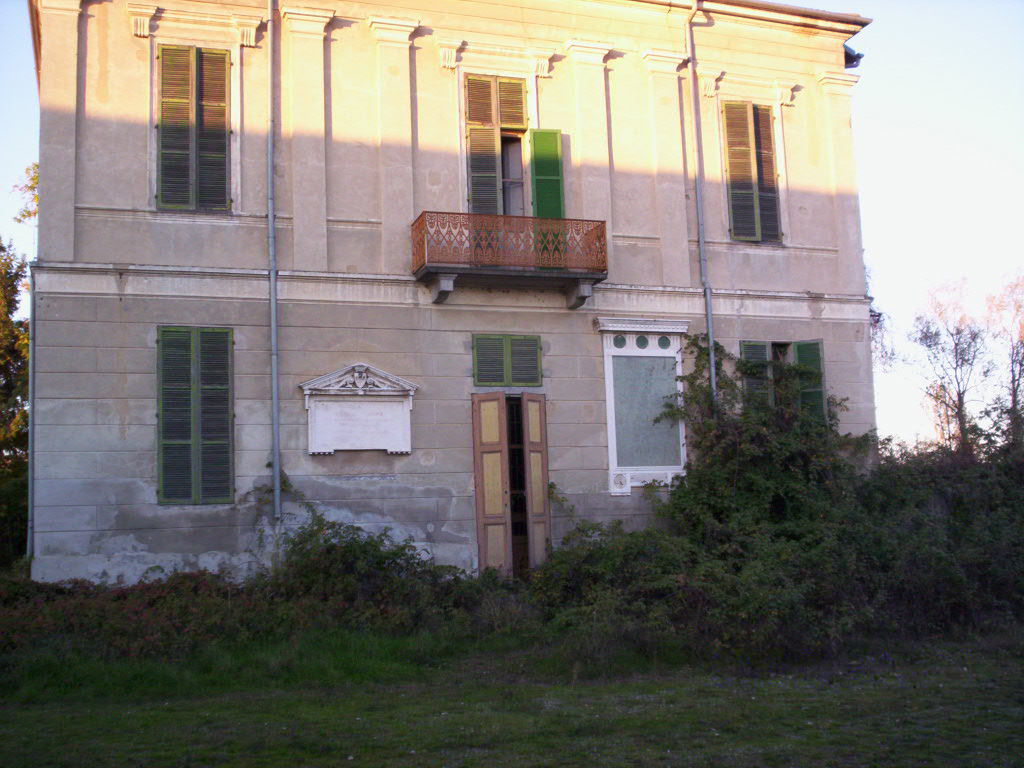
Leri, facciata della tenuta di Camillo Benso conte di Cavour.
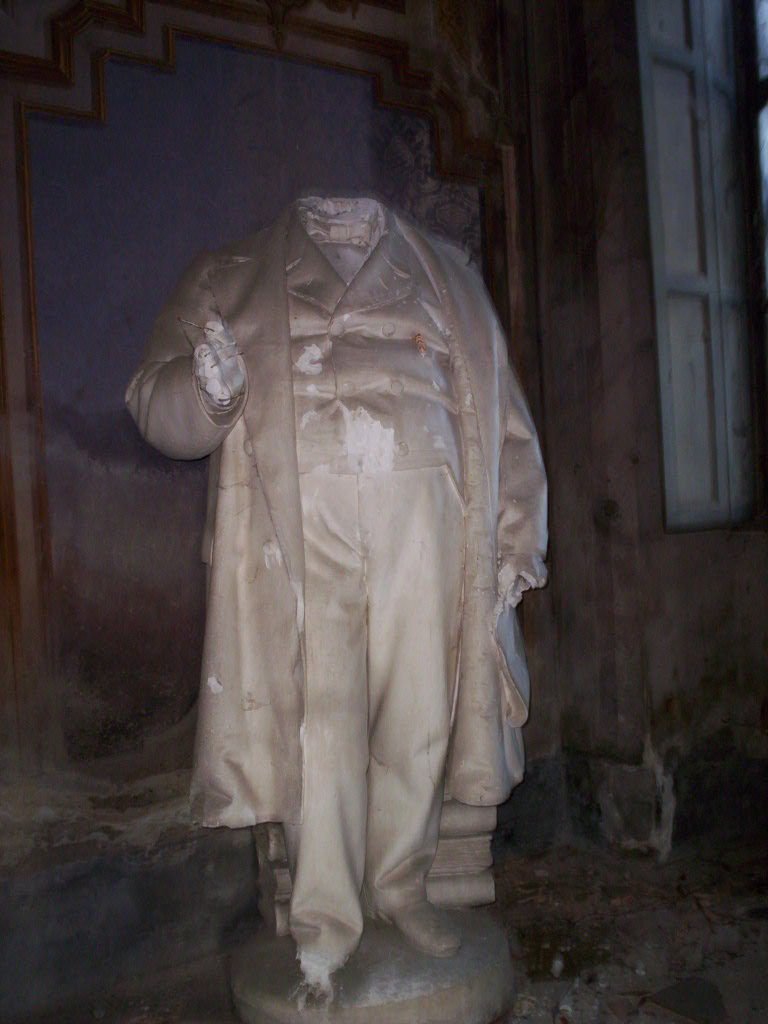
Leri, resti della statua di Cavour all'interno della sua tenuta.
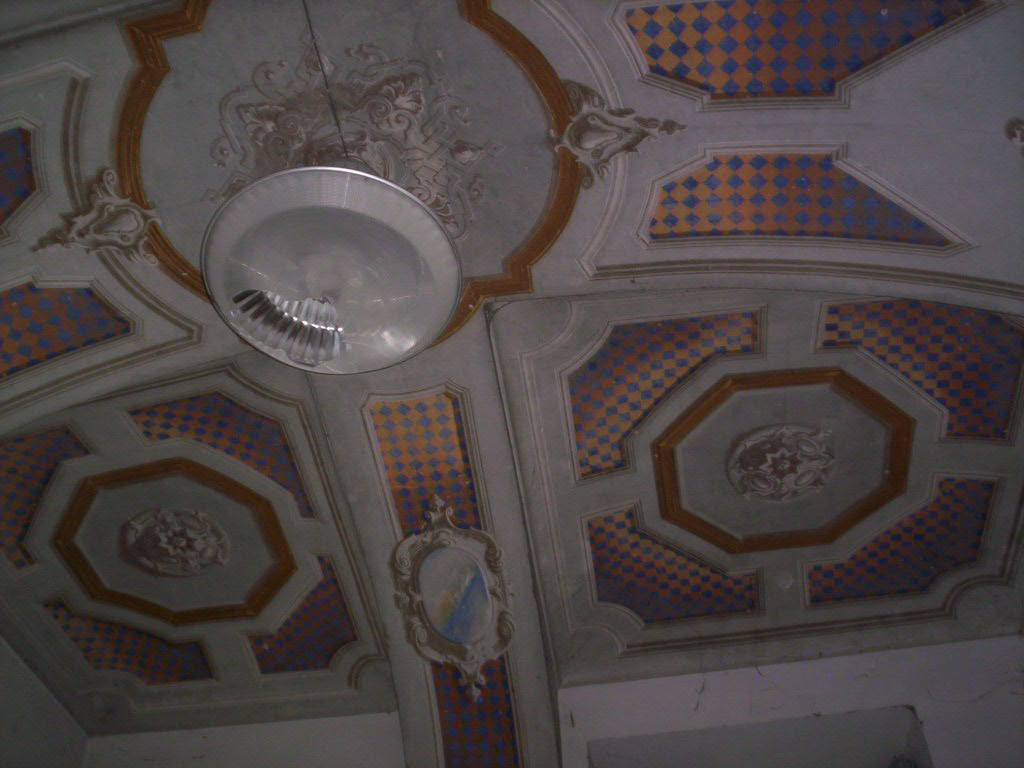
Particolare del soffitto nella tenuta Cavour.
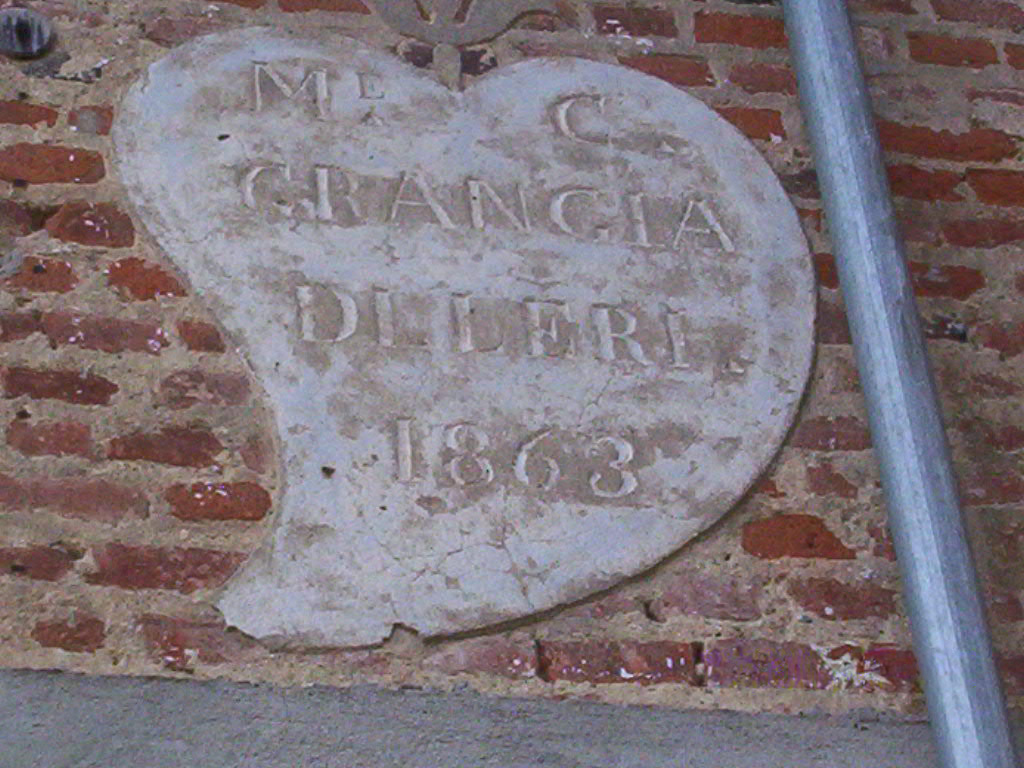
Grangia di Leri.
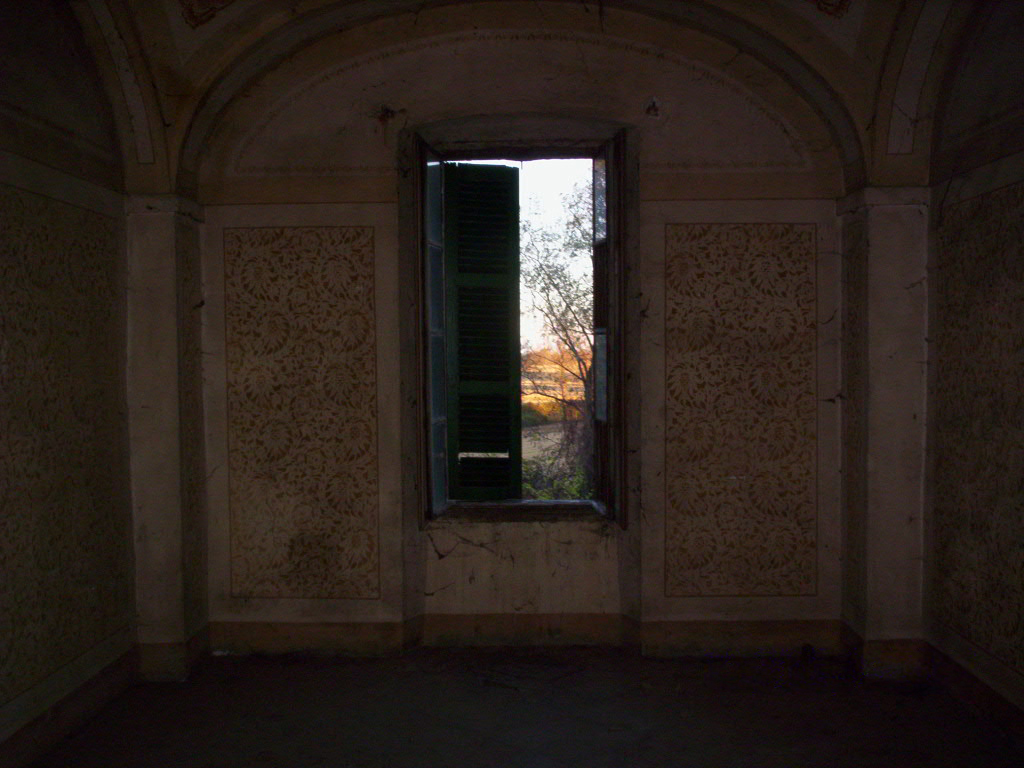
Particolare degli interni nella tenuta Cavour.
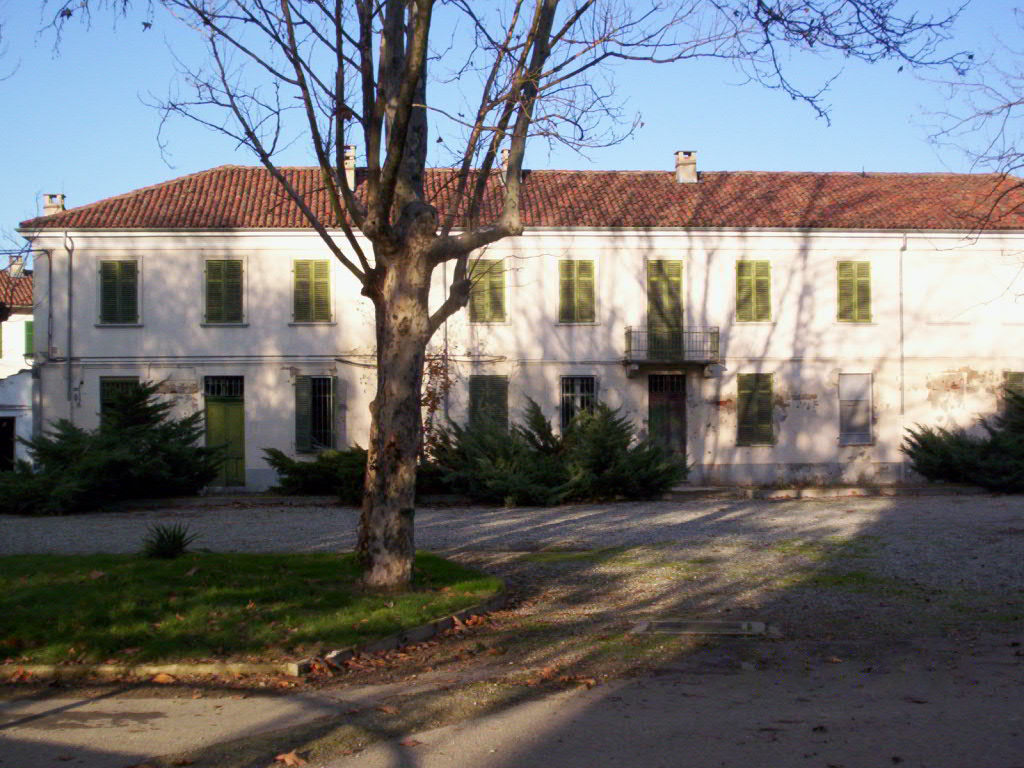
Edificio a Leri.
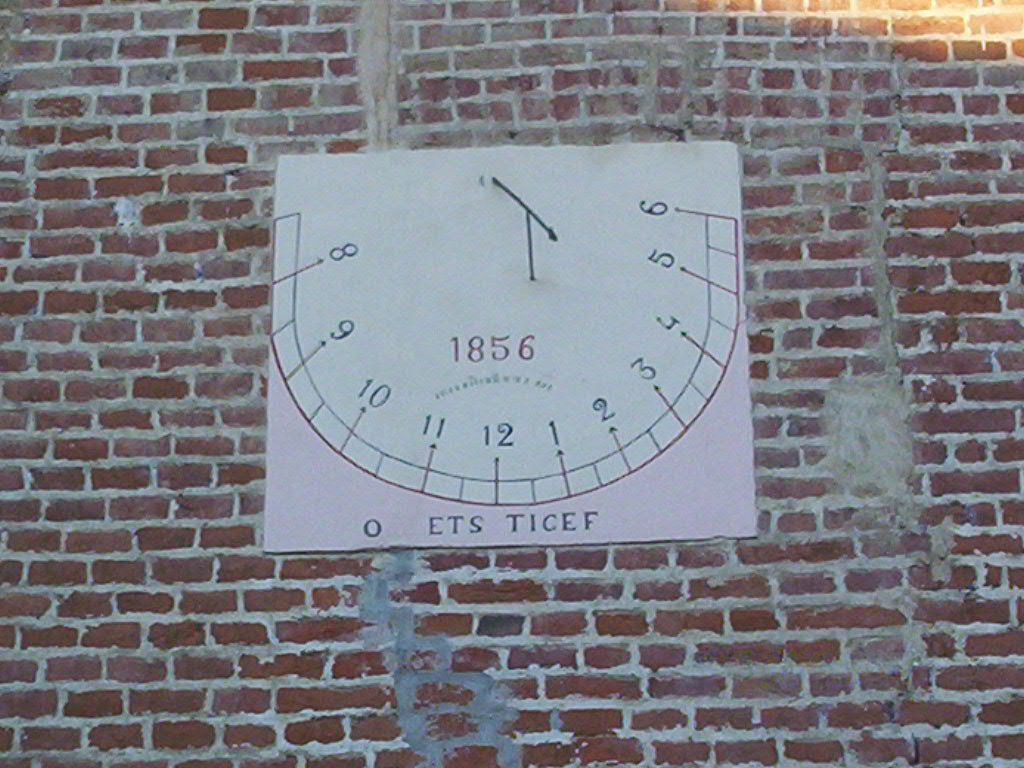
Leri: una meridiana.
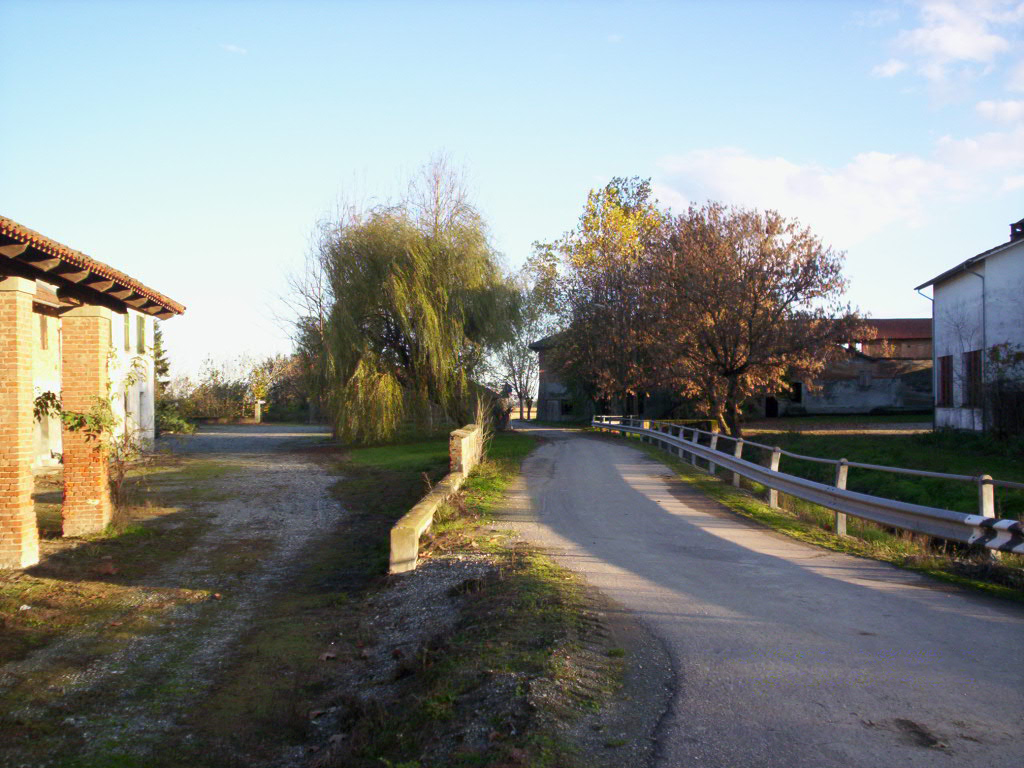
Traversa centrale.

### Leri nel 2010

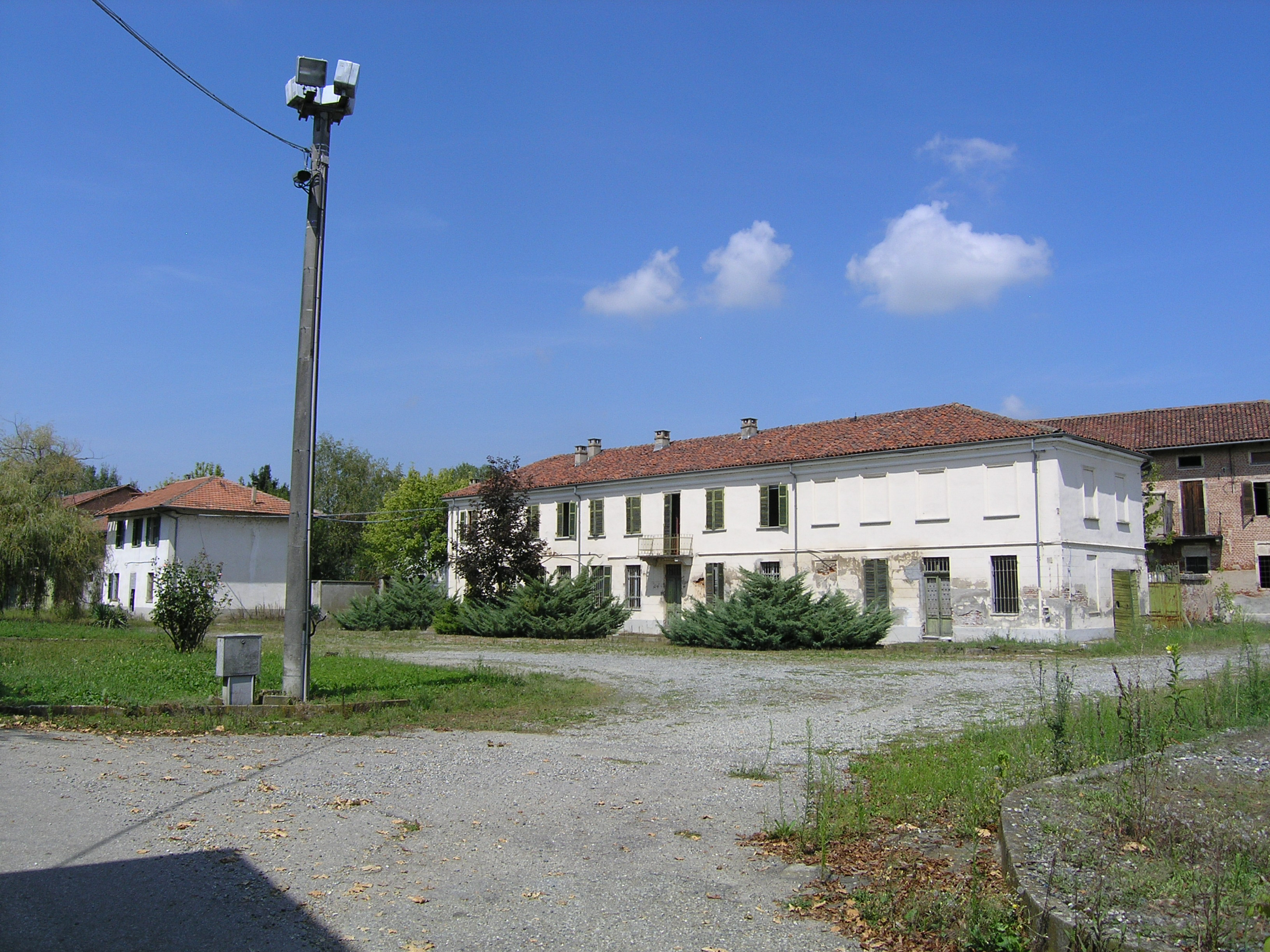
Piazzale al centro della frazione
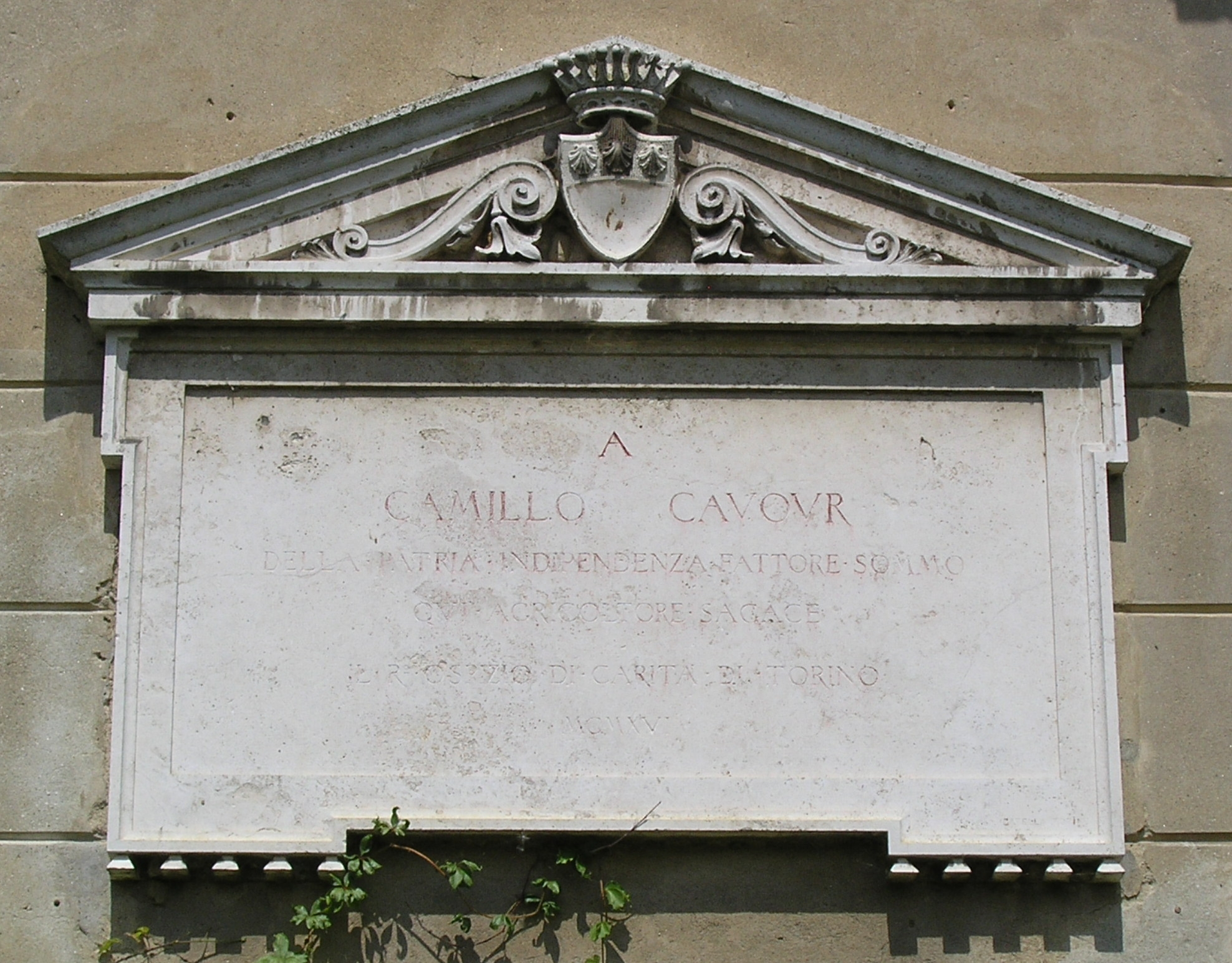
Targa posta sulla tenuta dei Cavour
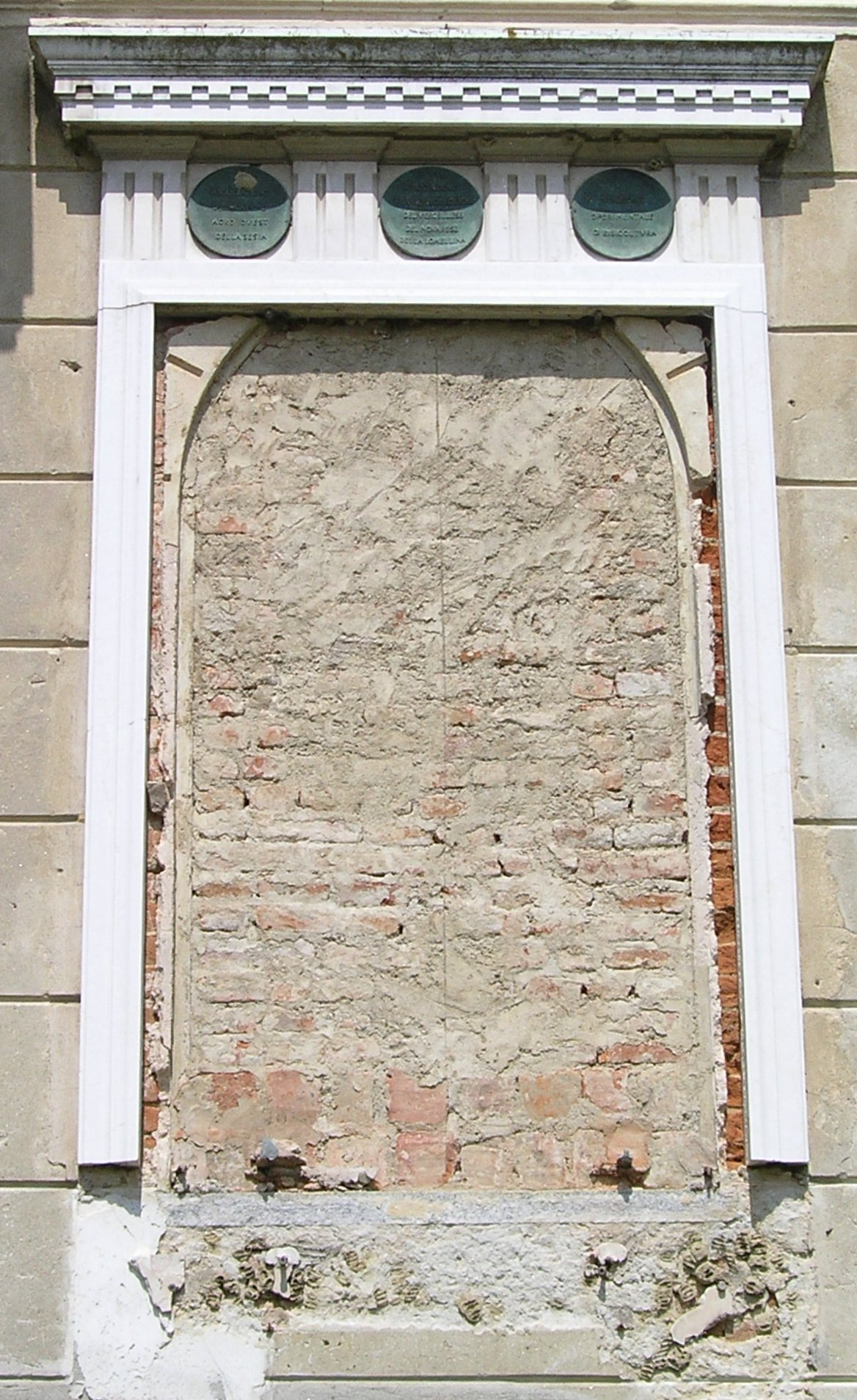
Targa, rimossa o persa
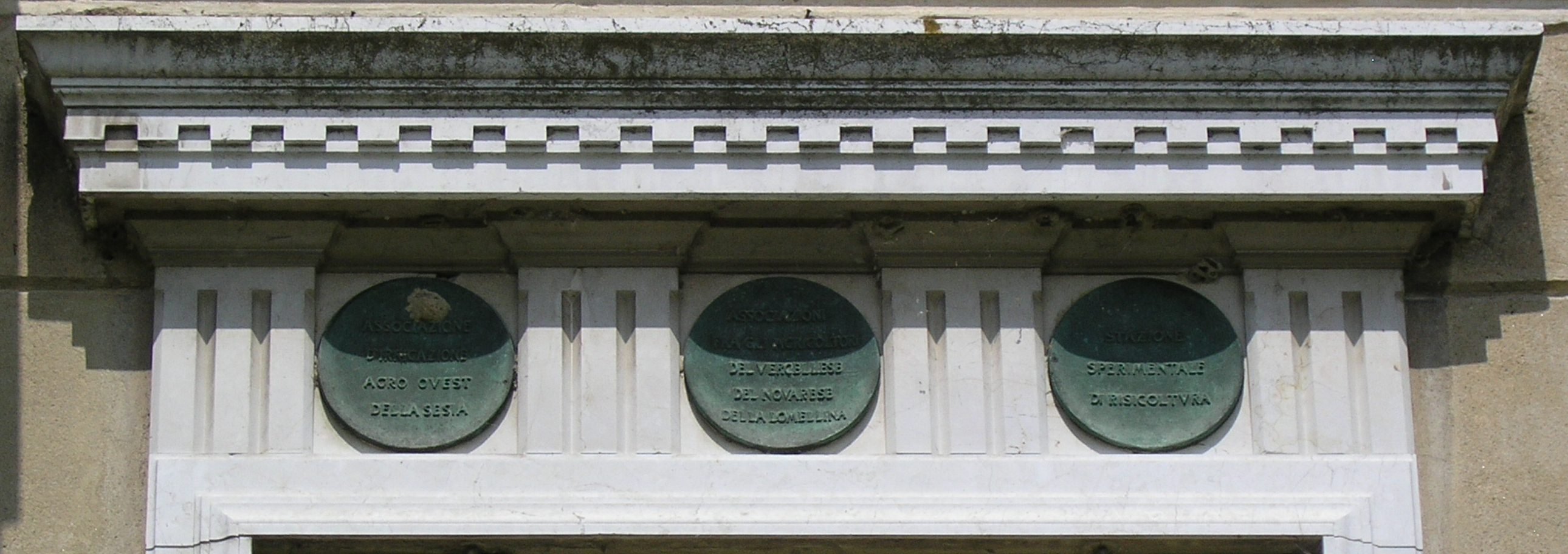
Particolare della targa mancante
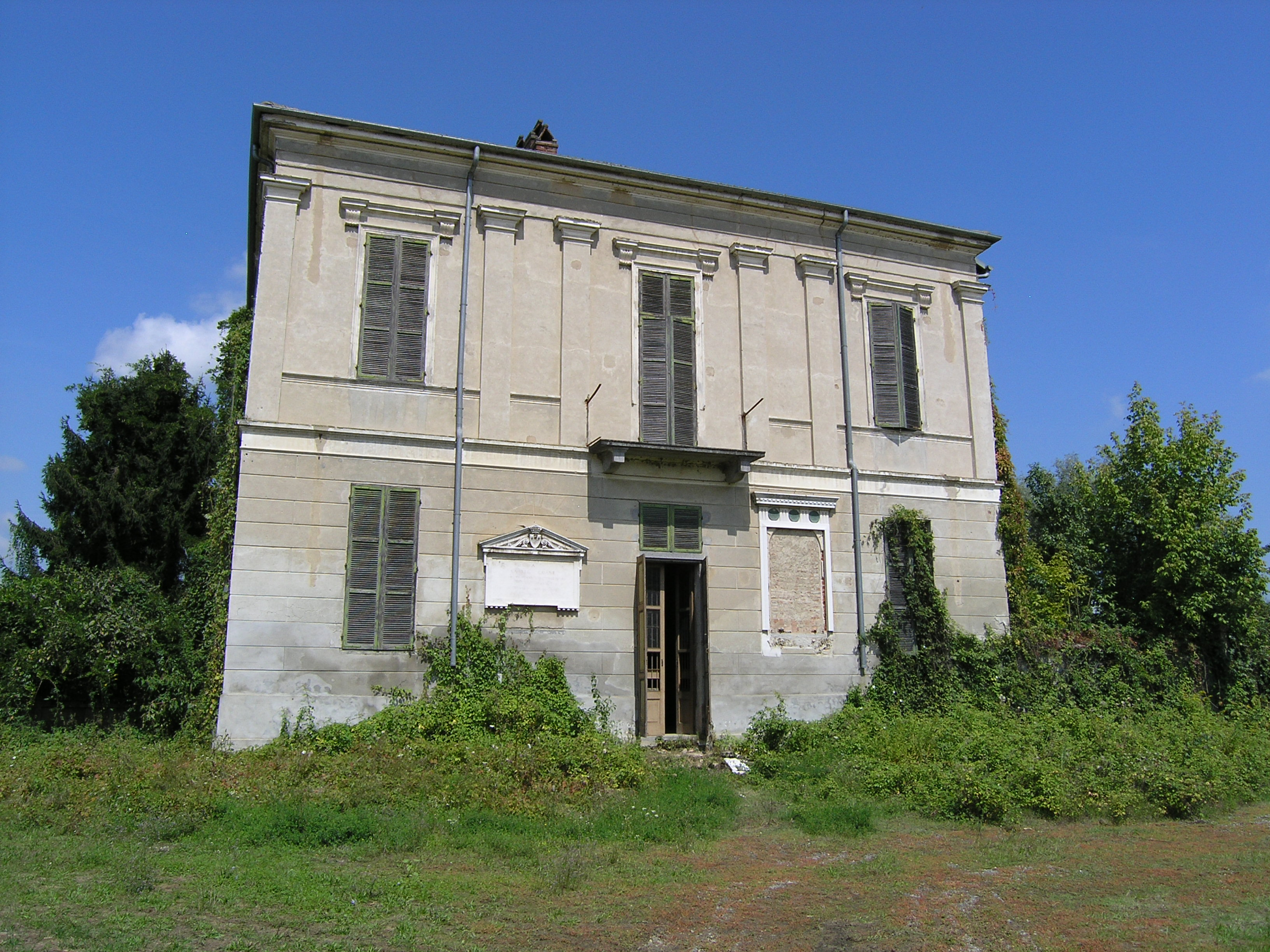
Tenuta Cavour
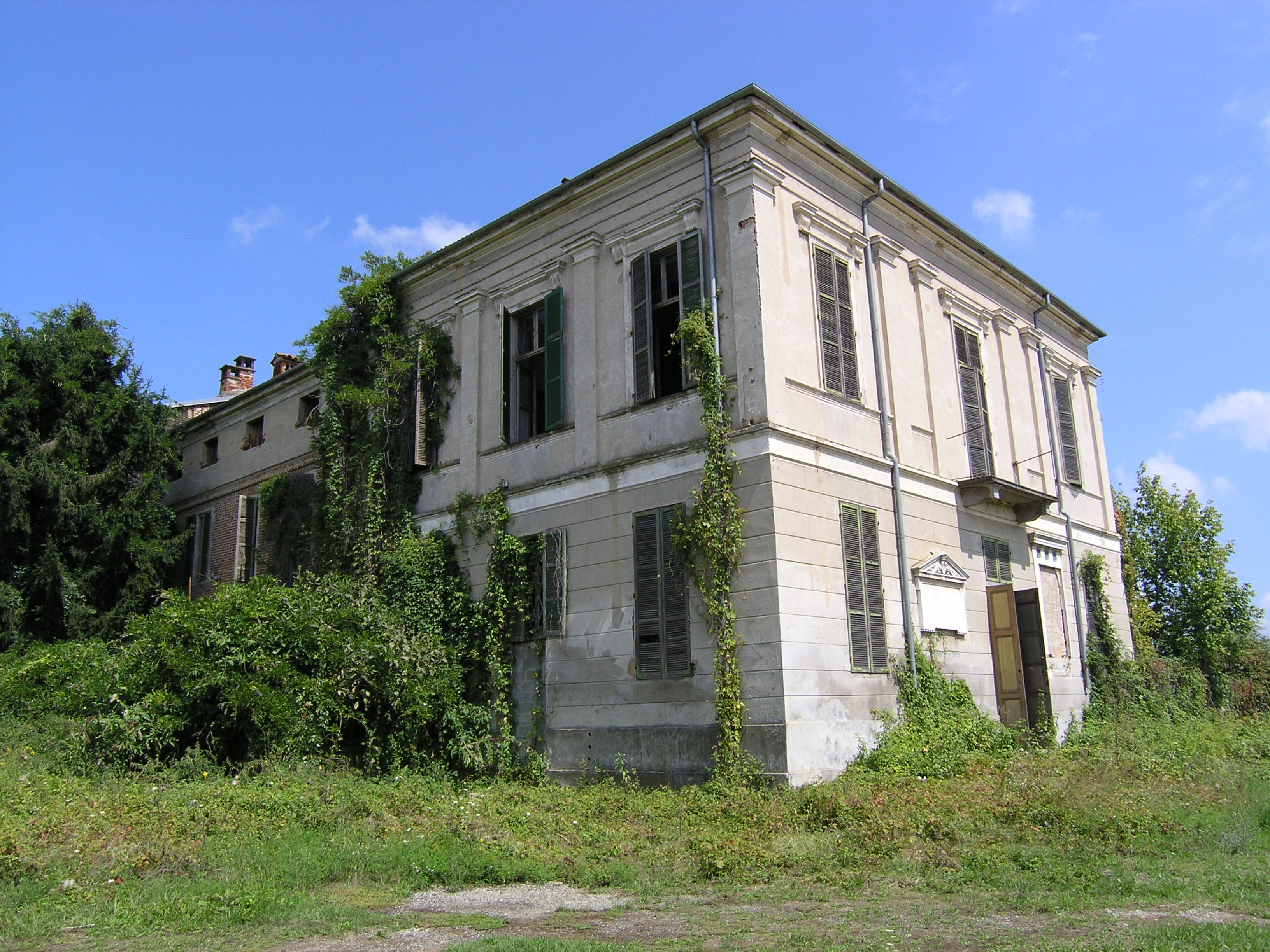
Tenuta Cavour
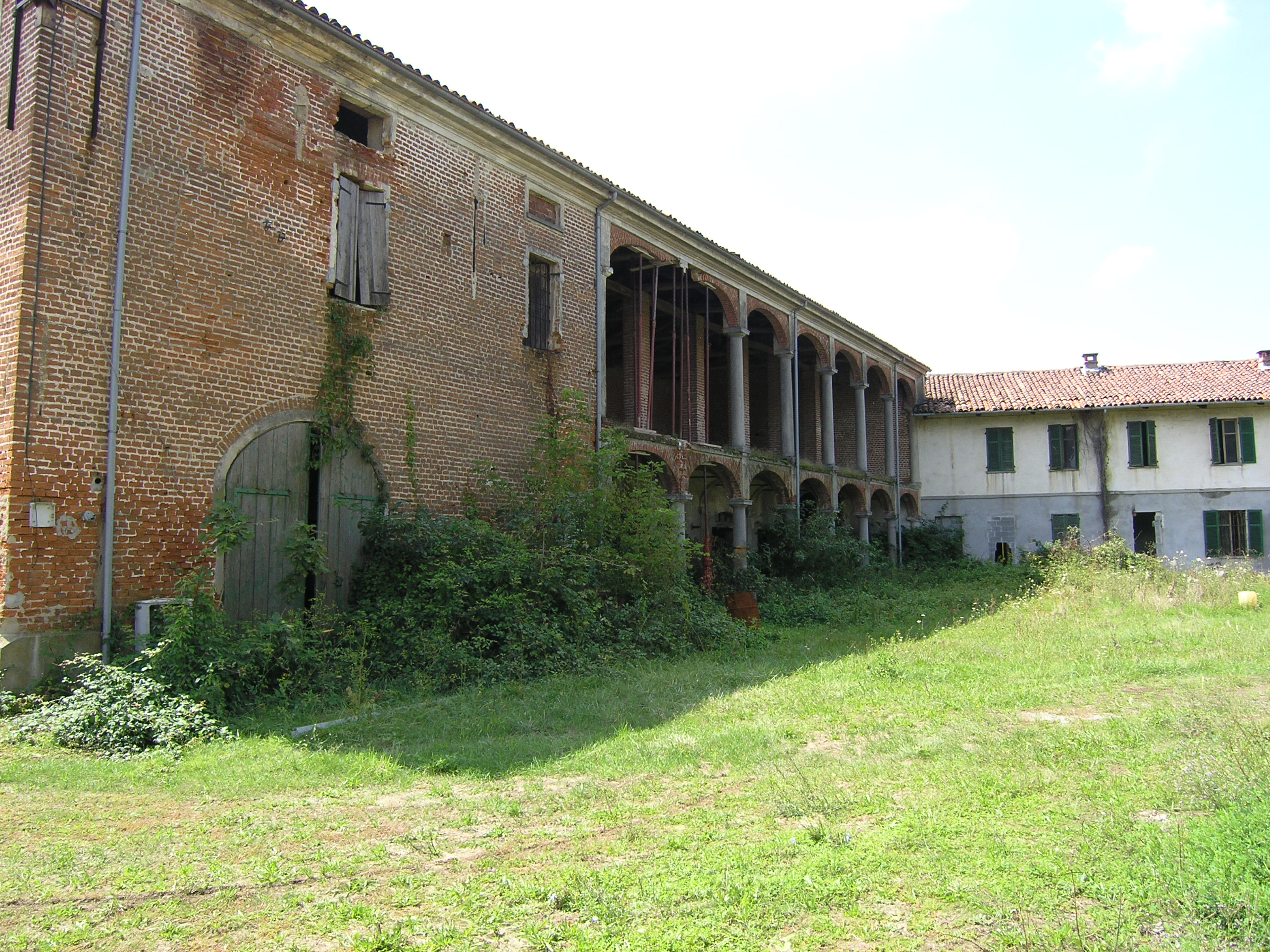
Cortile della tenuta Cavour